# Kevin Loder
Kevin Allen Loder (Cassopolis, 15 marzo 1959) è un ex cestista statunitense, professionista nella NBA.

## Carriera
Venne selezionato dai Kansas City Kings al primo giro del Draft NBA 1981 (17ª scelta assoluta).